# Johnny Guitar (film)
A Johnny Guitar 1954-ben bemutatott amerikai westernfilm Nicholas Ray rendezésében. 
A történet a vadnyugati filmek szokásos sémájának a fordítottja. A filmnek férfi a passzív szereplője, míg nők közötti vetélkedés (és pisztolypárbaj) zajlik.

## Cselekmény
|  | Alább a cselekmény részletei következnek! |

Arizona tehenészeteiről ismert egyik városkájának külső területén mulatót tart fenn Vienna, a film női főszereplője. A mulatóban egyetlen vendég sincs, pedig 21-es és rulett asztal is van, mindegyikhez külön krupiéval. Vienna ugyanis arra számít, hogy a közeljövőben a vasút arrafelé fog haladni, ami sok odaérkező utast és sok játékost jelent majd.
A helyiek azonban ellenállnak a vasút építésének, különösen egy Emma Small nevű nő, aki Viennát hibáztatja a fivére évekkel korábbi halála miatt. Vienna bizalmas, de távolságtartó kapcsolatot ápol egy helyi útonállóval, aki Táncos néven ismert; bizonyos mértékig a szalon vezetését is megosztja vele.
Vienna felvesz valakit a (majdani) vendégek szórakoztatására, egy Johnny Guitar nevű embert, aki még fegyvert sem hord magánál, azonban jól gitározik és énekel.
Később kiderül, hogy Johnny Guitar valódi neve Johnny Logan, széles körben ismert  egykori párbajhős, egyúttal Vienna régi szerelme, akivel öt évvel ezelőtt váltak szét.
A vasútépítés miatt heves vita alakul ki, amit elsősorban Emma Small szít. 
A közelben ismeretlen fegyveresek megtámadnak egy postakocsit, amelyet kirabolnak, közben valaki meghal. Emma Táncost és bandáját gyanúsítja a postakocsi kirablásával, mivel nálunk mindig van pénz, pedig nincs látható jövedelmük. Ők azonban azt állítják, hogy van egy ezüstbányájuk és onnan származik a pénz.
Emma a lakosság többségét maga mögött tudva azt javasolja Viennának, hogy 24 órán belül hagyja el a várost, neki azonban semmi oka nincs rá. 
Vienna úgy dönt, hogy kiveszi a pénzét a bankból, véletlenül akkor, amikor Táncos és bandája kirabolja a helyi bankot. Korábban kiderül, hogy az ezüstbányájuk kimerült, ezért elhatározzák, hogy elmennek innen, de előtte még a bankból szereznek pénzt. 
Emma szerint nem lehet véletlen egybeesés, hogy Vienna éppen ott volt, és azzal vádolja Viennát, hogy a bűncselekmény részese volt, bár a bank pénztárosa látta, hogy ez nem igaz. 
Táncost és bandáját nagy létszámú fegyveres kezdi üldözni. A hegyekben történő robbantások miatt (amivel mások is ezüstöt keresnek) a menekülési útjuk járhatatlanná válik, így kénytelenek visszafordulni a titkos tanyájukra, aminek helyét a fegyveresek nem ismerik, mert egy lezúduló vízesés alatt kell egy rövid szakaszon haladni.
A visszafelé úton a legfiatalabb bandatag, Turkey leesik a lováról és megsérül, de együtt tovább tudnak menni. Később azonban nem bírja a gyors tempót, és újból leesik, a lova otthagyja.
Amikor a többiek nem látják sehol, Táncos vissza akar menni érte, de az egyik bandatag lebeszéli, mondván, hogy „tud vigyázni magára”. Azonban nem ez történik. Turkey erősen sérülten, véresen bevánszorog Vienna szalonjába, ahol Vienna kénytelen elbújtatni, mert kintről hallatszik, hogy a fegyveresek odaértek. Keresik a hiányzó bandatagot, de egy darabig nem találják, közben Vienna fehér ruhában nyugodtan zongorázik. Végül azonban Turkey fájdalmában felnyög és megmozdul, így észreveszik, hol van. A seriff szabályos bírósági ítéletet akar, Emma azonnal kivégezné, de a rendőrbíró hajlandó lenne elengedni a fiút, ha bevallja, hogy Vienna is benne volt a rablásban. Mivel a fiúnak azt ígérik, hogy ha Vienna ellen vall, akkor életben hagyják, ezért a fiú rábólint, hogy „igen, benne volt”. Így mindkettőjük kezét összekötözik és lóra ültetve elviszik. 
Emma egyetlen pisztolylövésére leszakad az olajlámpásokat tartalmazó csillár, az égő olaj szétfolyik és felgyújtja a mulatót, amely porig ég. Emma gonosz vigyorral távozik.
A fiúnak ekkor már gyanús a dolog, és hevesen tiltakozik, hogy neki nem ezt ígérték, de senki nem hallgat rá. Hamarosan kötelet tesznek a nyakára, és a ló megugrasztásával felakasztják.
Amikor Viennára kerül a sor, senki nem akarja elindítani a lovat alóla, így Vienna biztatja Emmát, hogy ezt neki kell megtennie. Közben azonban Johnny Guitar odaér egy plusz lóval, és elvágja az akasztáshoz használt kötelet, majd elmenekül Viennával.
Vienna az égő mulató pincelejáratához vezeti Johnnyt, ahol ő munkásruhába öltözik, majd egy bányához vezető folyosón keresztül menekülnek tovább. Vienna ismeri Táncos és bandájának búvóhelyét, így oda mennek.
Ott az az ember, aki nem akart visszamenni Turkeyt megkeresni, elárulja őket, megegyezik Emmával, mivel neki csak Viennát kell kiadniuk, a többiek elmehetnek. Johnny és Vienna hallják az egyezkedés hírét a másik szobából, és amikor az áruló hátulról le akarja lőni Táncost, Johnny ráugrik, verekednek, végül Johnny több lövéssel elintézi.
Kidet Emma lövi le. Emma ezután Vienna közelébe oson. A rendőrbíró elkiabálja magát, hogy a lövöldözésnek vége, rendezzék le a vitát ők ketten egymás között. 
A két nő a faház mellett szembe kerül egymással. Egyszerre lőnek. Vienna lövést kap a jobb vállába és elesik, Emmát nem éri golyó. Majd amikor megint szembe kerülnek, Vienna lelövi ellenlábasát, Emmát, aki azonnal meghal.
Vienna és Johnny megölelik egymást. A záró képsorok alatt Peggy Lee hangján halljuk a dalt:
Lehet gyöngéd, vagy kegyetlen hozzám,
Én mindig szeretem a férfit
Akit csak úgy hívnak: a
Johnny Guitar
|  | Itt a vége a cselekmény részletezésének! |

## Szereposztás
- Joan Crawford  (Vienna)
- Sterling Hayden Johnny Guitar (Johnny Logan)
- Mercedes McCambridge  (Emma Small)
- Scott Brady  („Táncos”)
- Ward Bond  (John McIvers)
- Ben Cooper  (Turkey Ralston)
- Ernest Borgnine  (Bart Lonergan)
- John Carradine  (Old Tom)
- Royal Dano  (Corey)
- Frank Ferguson  (Williams rendőrbíró)
- Paul Fix  (Eddie)
- Rhys Williams  (Mr. Andrews)
- Ian MacDonald (Pete)

## Érdekességek
Ez  film volt a Republic Pictures filmgyár utolsó filmje, amelyet Truecolor eljárással készítettek. A film színei ma is varázslatosak, színdinamikai megoldásai emlékezetesek.
A két női főszereplő ruhája is ellentétüket tükrözi, igen mély pszicho-szexuális szimbolikával. Emma kezdetben közepes tónusú, csaknem szürke ruháját a film végére a fekete szín váltja fel. A háta mögött álló férfiak mind mélyfekete öltönyt viselnek (ellentétben Vienna embereivel, akik cowboy módra öltözködnek).
Vienna a lélektani szituációnak megfelelően változó színű ruhában van. Első megjelenése alkalmával nadrágot visel, pisztolyövet és fegyvert. Bokáig érő hófehér szoknyát visel, amikor Johnnyval szöknie kell. A szökés alatt átöltözik, ez lehetőséget ad a rendezőnek, hogy ismét kihívó ruhát öltsön magára, ezúttal sötétpiros inget vesz fel. Így születik meg a film emblematikus öltözete Vienna számára a Táncos búvóhelyén: sötétkék nadrág, élénk sárga blúz és élénkpiros kendő – erőteljes szexuális szimbolikával.
Mindehhez az 1950-es évek legkiválóbb színes technikája (a Technicolor vetélytársa) ad méltó hátteret.

## A film forgatása
Joan Crawford féltékeny volt a nála fiatalabb Mercedes McCambidge-re. A forgatás után McCambridge és Hayden nyilvánosan is kifejezték ellenérzésüket Joan Crawford iránt; ócska és közepes színésznőnek nyilvánítva őt. McCambridge a forgatás után darabokra szaggatta Crawford kosztümjét.
A filmnek egy kritikus jelenetében a lovak megmakacsolták magukat, féltek átmenni a vízesés alatt. Ezért ezt a jelenetet trükkfelvétellel valósították meg.

## Filmzene
Az azonos című dal emlékezteti Viennát a Johnnyval átélt korábbi kapcsolatára, ezért a film elején megtiltja neki a dal eljátszását. A dal csak a film végén hangzik el, erőteljes zenekari fortisszimóval kiegészítve.
A film kísérőzenéjét Victor Young szerezte, Peggy Lee énekel, és a szöveget is ő írta. Később szöveg nélküli világsláger lett belőle a The Spotnics együttes előadásában, a Johnny Guitar.

## Kritikák
A filmet a francia kritikusok pozitív fogadtatásban részesítették.
François Truffaut mélyen átérezte a film extravagáns elemeit, beleértve a szokatlanul telített színeket, és ezek dramaturgiai hatását. Úgy jellemezte a filmet: "Ez egy vadnyugati Szépség és szörnyeteg adaptáció". Az őrületig elvakult emberi lelkek szexuális drámája.
Pedro Almodóvar egy filmjében a főszereplő Joan Crawford hangján szólal meg (Women on the Verge of a Nervous Breakdown), és filmjét ugyanezzel a pisztolypárbajjal fejezi be, felhasználván a Johnny Guitar lélektani hatását.

## Musical
A történetet 2004-ben színpadra állították 'icholas van Hoogstraten televíziós producer vállalkozásában, Joel Higgins szövegével és Martin Sylvestry zenéjével. A főszerepeket Ann Crumb, Steve Blanchard és Robert Evan játszották. Ezt az előadást a kritikusok a Legjobb musical címmel tüntették ki, és folyamatosan játsszák az Egyesült Államokban.

## Díjak
2008-ban a Kongresszusi Könyvtár beválasztotta az archiválásra kijelölt filmek listájába, az Országos Filmnyilvántartása való felvételre, mint kulturálisa, történelmileg és esztétikailag figyelemre méltó alkotást.

## Fordítás
- Ez a szócikk részben vagy egészben  a   Johnny Guitar című angol Wikipédia-szócikk fordításán alapul.  Az eredeti cikk szerkesztőit annak laptörténete sorolja fel. Ez a jelzés csupán a megfogalmazás eredetét és a szerzői jogokat jelzi, nem szolgál a cikkben szereplő információk forrásmegjelöléseként.
- Ez a szócikk részben vagy egészben  a   Johnny Guitar című német Wikipédia-szócikk fordításán alapul.  Az eredeti cikk szerkesztőit annak laptörténete sorolja fel. Ez a jelzés csupán a megfogalmazás eredetét és a szerzői jogokat jelzi, nem szolgál a cikkben szereplő információk forrásmegjelöléseként.